# 木炭自動車

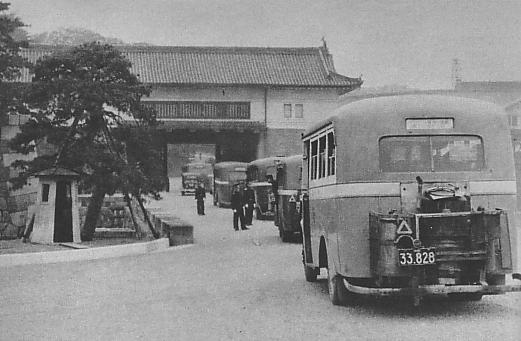
宮城（皇居）に入る木炭バス（1941年）

木炭自動車（もくたんじどうしゃ）とは、木炭をエネルギー源とし、車載した木炭ガス発生装置で不完全燃焼により発生する一酸化炭素ガスと同時にわずかに発生する水素（合成ガス）とを回収、これを内燃機関の燃料として走る自動車である。
本項では、木炭以外にも同様な固形燃料（薪、石炭、コークスなど）を車載ガス発生装置で不完全燃焼させ、発生ガスによって走行する自動車等について包摂的に説明する。

## 概要
第一次世界大戦中の1910年代から第二次世界大戦終結直後の1940年代にかけ、戦時体制にあって正規の液体燃料（ガソリン、軽油など）の供給事情が悪化したイギリスやドイツ、日本やフランスなどの資源に乏しい自動車生産国で広範に用いられたことで知られている。
大日本帝国の商工省（当時）では、木炭ガス発生装置を「石油代用燃料使用装置」と呼称しており、それらを搭載した車両の正式名称は「石油代用燃料使用装置設置自動車」であるとされ、略して「代用燃料車」あるいは「代燃車」と言うが、バスの場合は専ら木炭バスや薪バスと呼ばれていた。木炭以外に、薪や石炭（無煙炭）を用いる事例もあり、いずれも固形燃料を使用して内燃機関動力用のガスを確保するシステムである。
木炭ガス発生装置は、エンジンが共通であるバスと大型トラックや、出力と装置の搭載に余裕のある、比較的排気量の大きい普通乗用車、普通・小型貨物自動車にも改造の上で搭載された。鉄道車両では、ガソリンカーや小型内燃機関車などにもそのような改造例が見られた。
木炭等のガスは内燃機関の燃料としては低質で、実用上の弊害も多かったため、正規水準のガソリンや天然ガス供給が改善されるに伴い用いられなくなったが、1990年代以降では、環境分野での啓蒙活動の一環や、戦時下の状況を伝え残すために、多分にイベント車両の意味合いで、木炭バス（木炭自動車）を自作・復元する団体も存在する。

## 原理と構造

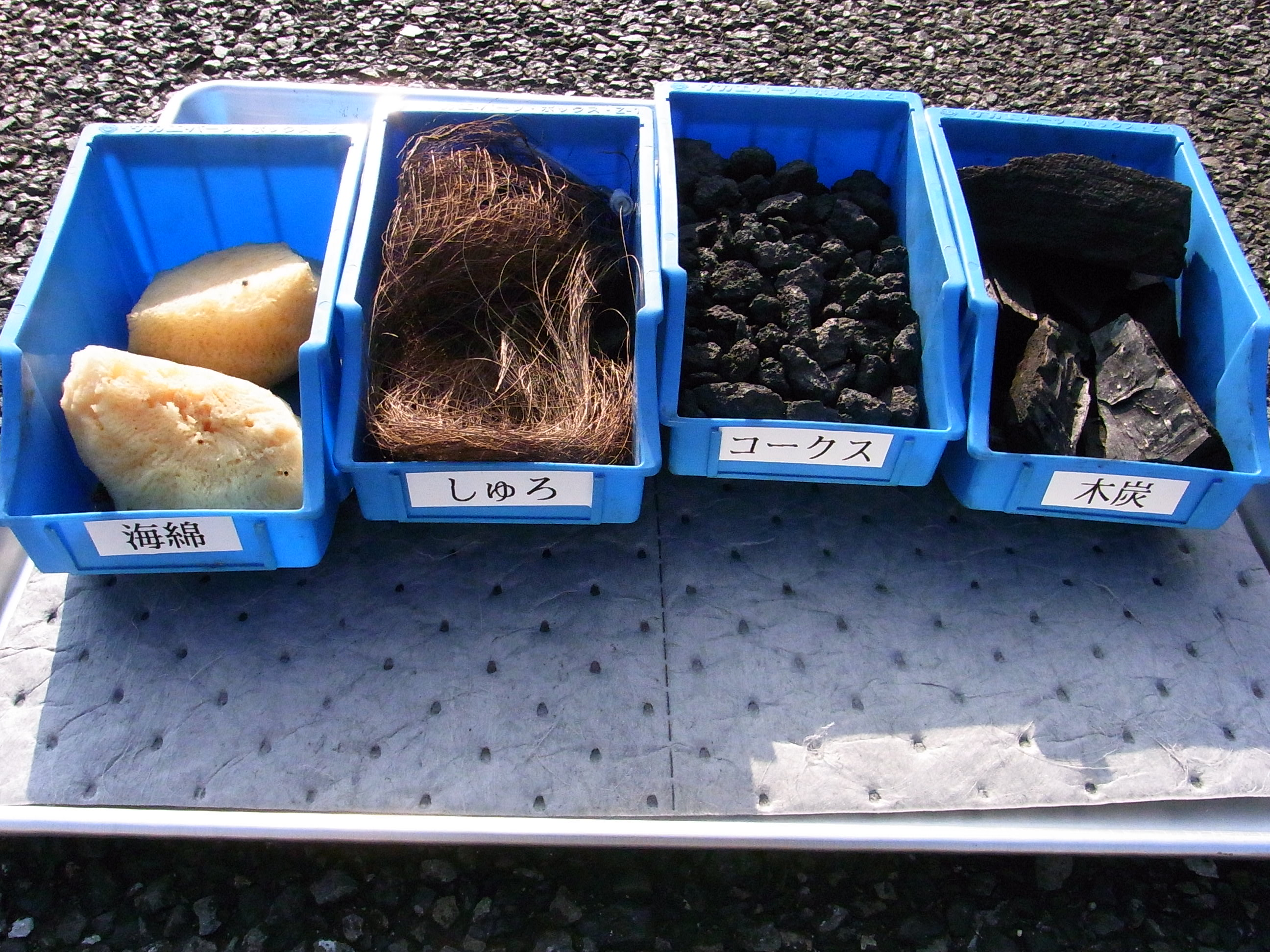
右から燃料となる木炭・コークス、不純物除去のためのシュロ・海綿

車載発生炉にくべた木炭や薪の不完全燃焼により発生炉ガス (en:Producer gas) と呼ばれる一酸化炭素を主成分とする可燃性のガスが得られる。また木炭を使用する場合、発生炉中に水蒸気を吹き込み一部を水性ガスとして使用したものもあるようである。
発生したガスに含まれる煤を分離除去してエンジンまで供給する機能を車載用にコンパクトにユニット化したものが、ガス発生装置である。ここから発生した木炭ガスをガソリンエンジンの気化器まで導き、途中の管に燃料切替弁を設けて接続した。

### 湿式法での木炭のガス化
湿式法で木炭や薪は水蒸気によってガス化される。この反応は吸熱反応部分を高温で進行させるために、最低でも900℃が必要とされる。
{\displaystyle {\rm {C+H_{2}O\longrightarrow CO+H_{2}}}}
ガスの主成分は一酸化炭素、水素、二酸化炭素、窒素、その他で燃料として燃焼するのは一酸化炭素と水素だけで他の成分は燃料としては不純物である。成分の比率は木炭や薪の種類や反応条件といったもので決定される。石炭から精製されるモンドガスなどと比べても一酸化炭素と水素の比率は低く燃料ガスとして低品質である。
プロパンガスのように液化してボンベに詰めることは出来ない、圧縮空気のようにしてボンベに詰めても体積重量比での効率が悪くボンベのコストが高いので木炭ガスは生産されたらすぐにエンジンに送って消費される方式で運用されている。

### 外観
一般のガソリンエンジンを搭載するバスやトラックを改造して利用したことから、必然的に外観は当時主流であったボンネットバスやトラックと同等で、燃料供給装置として、車両後部や側面に張り出した焼却炉に似たガス発生装置を持つことが特徴である。
ガス発生炉は通常、バスの場合は車体後端にオーバーハング搭載、乗用車は後部オーバーハングに（場合によってはトランクルームを潰して）搭載したが、トラックの場合は貨物積載性を考慮して運転台直後の荷台一隅に積む事例が多かった（これらに隣接して燃料の薪炭を積載する荷台も設けられた）。貨物車両の場合、助手席側からの乗降性を犠牲にして助手席側前輪フェンダーとドアとの間、ステップにかかるように発生炉を積む事例も見られた。極端な事例では、小型車ダットサンの車体前端・ラジエータ前方に小型発生炉2基をハの字型に積んだ例がある。

### エンジンの効率

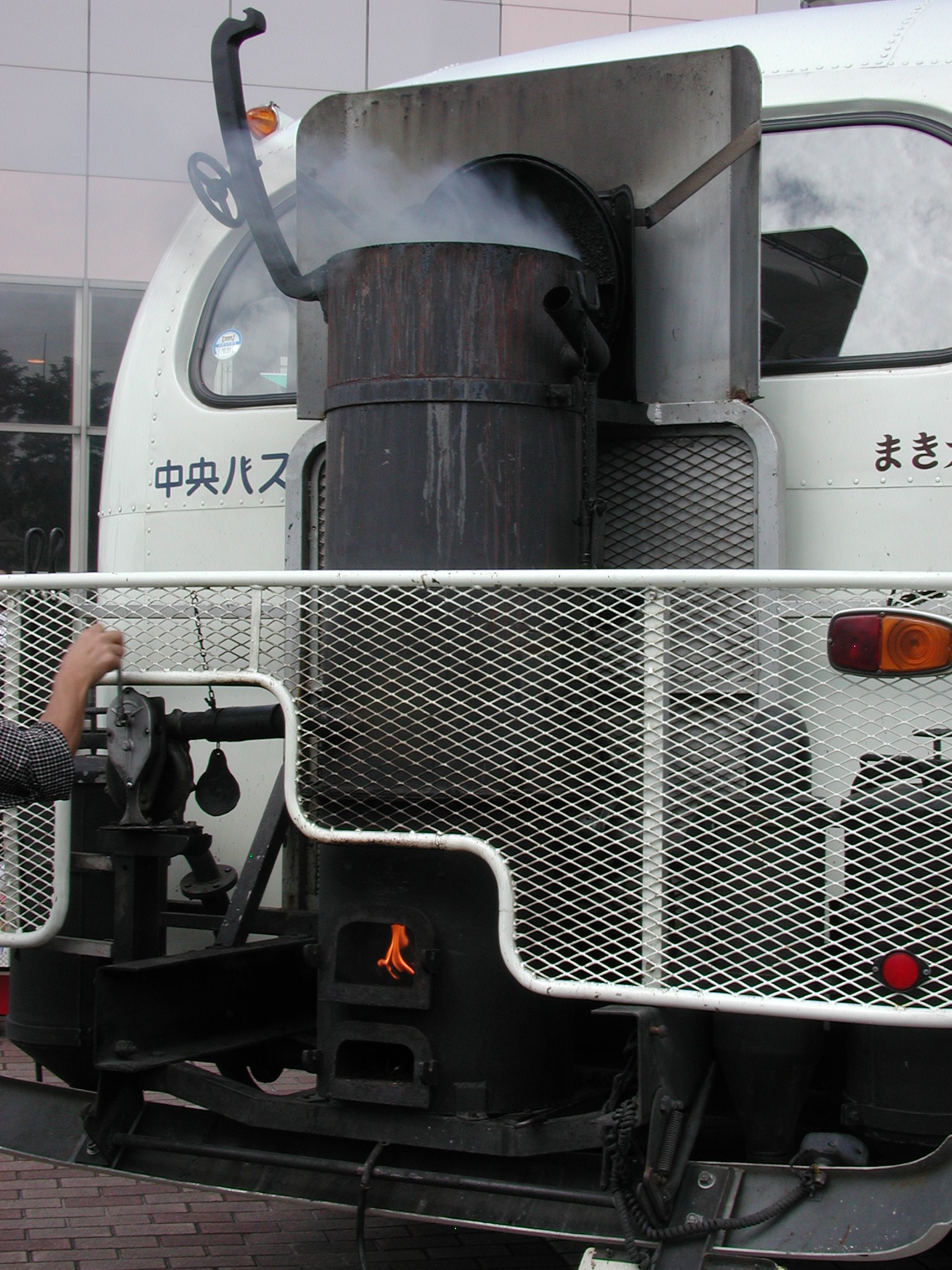
木炭ガス発生装置

既存のガソリンエンジンを流用できることから比較的簡単に改造できたが、木炭ガス発生装置によるガスの熱量が小さいことや、吸気の温度が高く充填効率（体積効率）が落ちるなどの問題があり、エンジンの発生出力は極めて低く、上り坂では乗客らが降りて後ろから木炭バスを押すといった光景も見られた。おおむね、発進加速時や緩い勾配において、同じ条件のガソリン車より1段低い変速ギアでゆっくりと走らざるを得ず、またそれでさえ出力が足りない実情が多々あった。
効率の低下による性能ダウンは次の事例からも明らかである。鉄道省が1938年 – 1939年に宮崎県で省営自動車宮林線のバスに木炭ガス発生炉を搭載して試験したところ、発進から40 km/hまでの加速にガソリン車が25秒で到達した（更に35秒時点で50 km/hに到達した）のに対し、木炭車は遙かに劣る70秒を要し、40 km/hで頭打ちとなった。この間、ガソリン車は15秒・30 km/h時点で4段変速機の4速（トップギア）にシフトできたが、木炭車は35秒かけて30 km/h到達したところでようやく4速にシフトした。また1/25勾配区間1.55 kmの登坂時間比較では、ガソリン車3分18秒、木炭車4分58秒で、急勾配での登坂に対する弱さも露呈している。宮林線平坦区間の宮崎 – 日向高岡間 15.9 kmでの路線比較では、無停車運転でガソリン車30分02秒、木炭車33分55秒を要した。同区間で途中14箇所の停留所に止まると、ガソリン車31分23秒、木炭車37分08秒と更に差は開いた。途中停車から再発進まではガソリン車が6秒で済んだのに対し、木炭車は14秒かかり、加速の遅さや速度の頭打ちとも相まって大差になってしまっている。
ガス燃料の性質からは、1940年代以前における標準的なガソリンエンジン（圧縮比は高くとも5～6程度）よりも圧縮比を高めることが有利であったが、サイドバルブ式機関ではかえって吸排気面の効率低下を来しやすく、OHVエンジンではバルブ駆動系の改造を伴ってしまい、オクタン価60程度だった当時の低質ガソリンとの併用を念頭に置くと、容易に圧縮比向上は図れなかった。従って木炭・薪ガス燃料車でガス専用設計とするエンジン圧縮比向上が図られた事例は、日本では試験的な事例に留まっている。
更に一酸化炭素を主成分とすることから、炉の周囲へのガス漏れなどで、乗務員や乗客の一酸化炭素中毒事故も多発、死者も生じている。

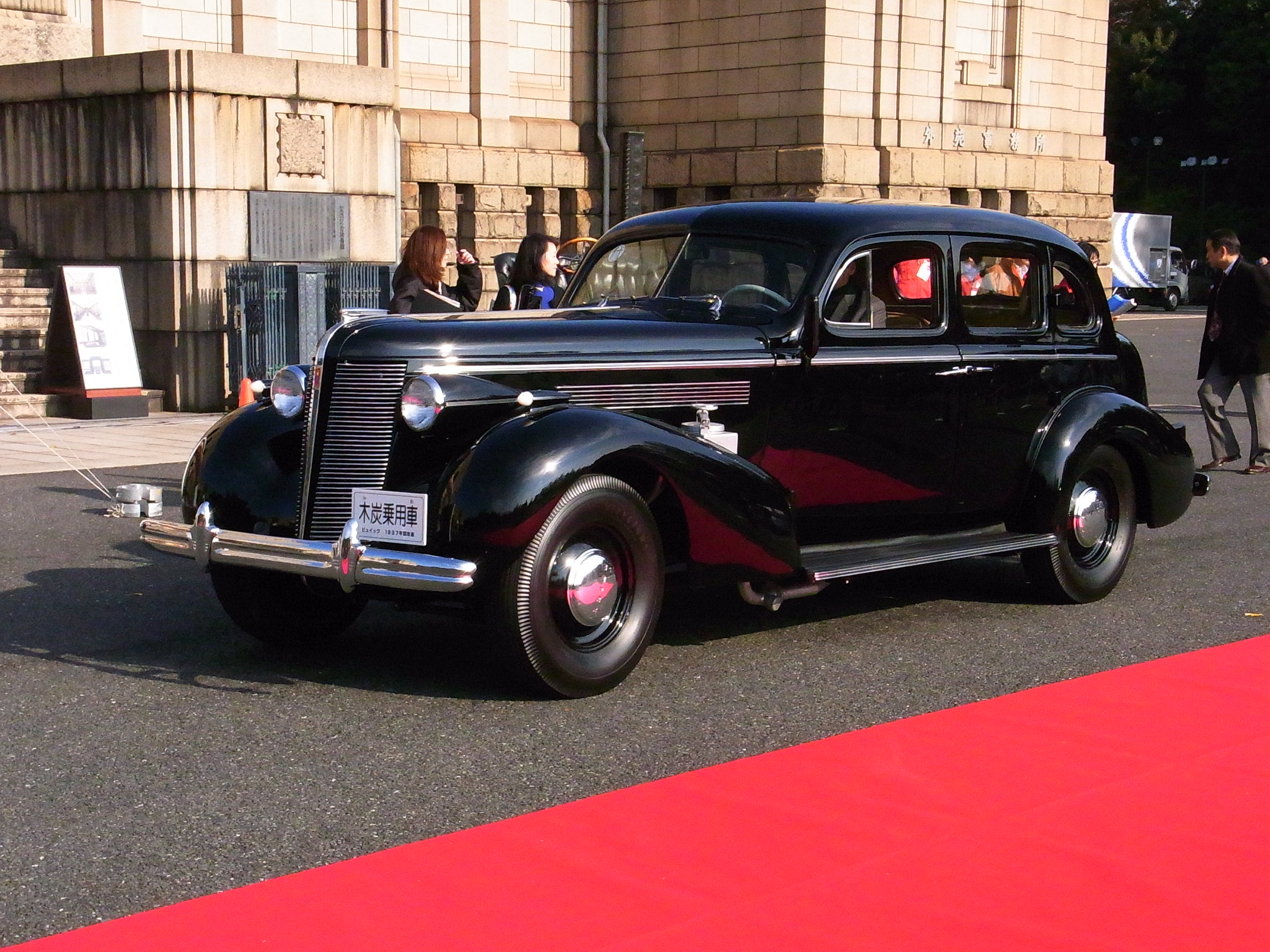
木炭自動車に改造された1937年型ビュイック（トヨタ博物館）
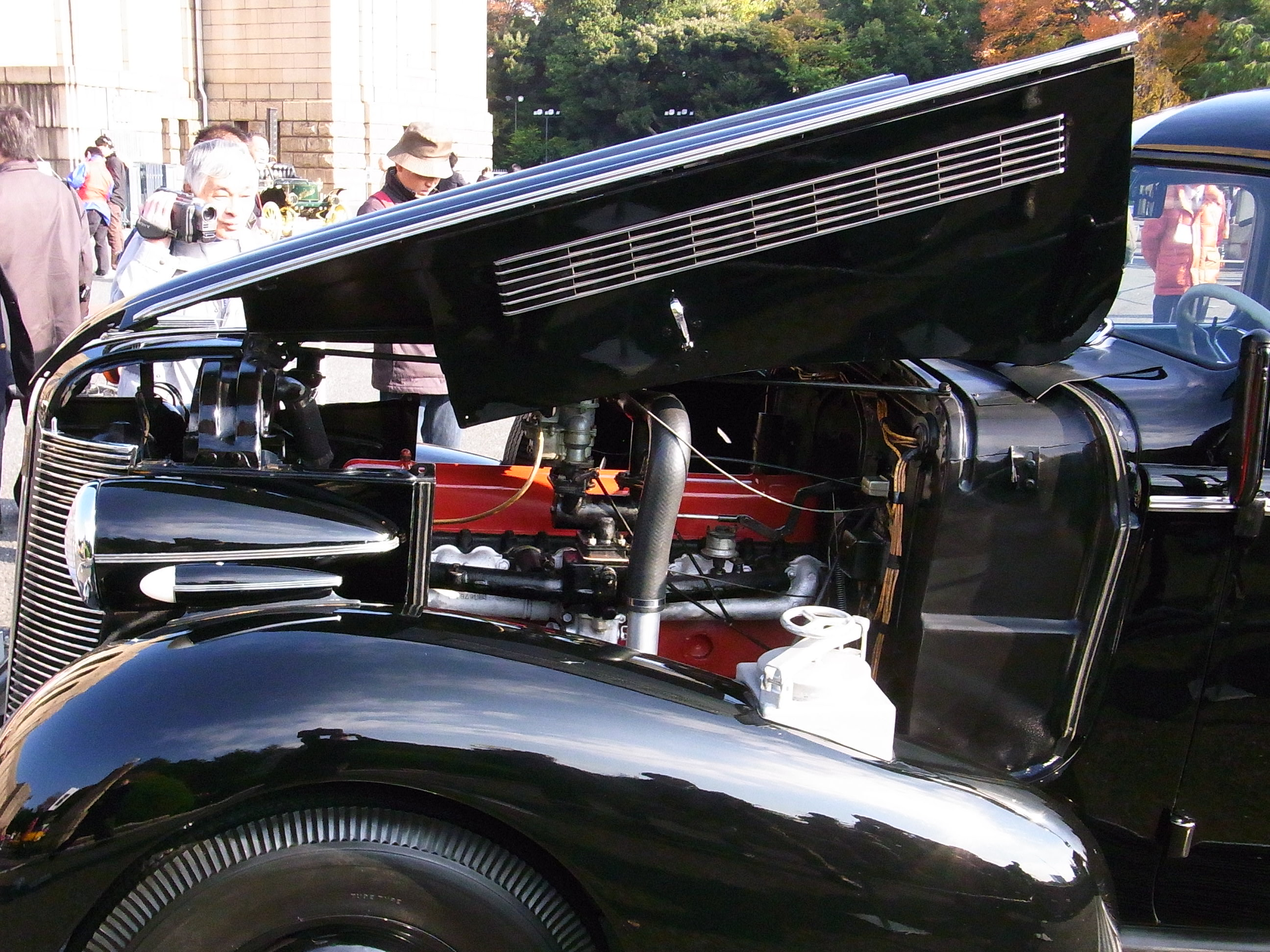
同、エンジンルーム
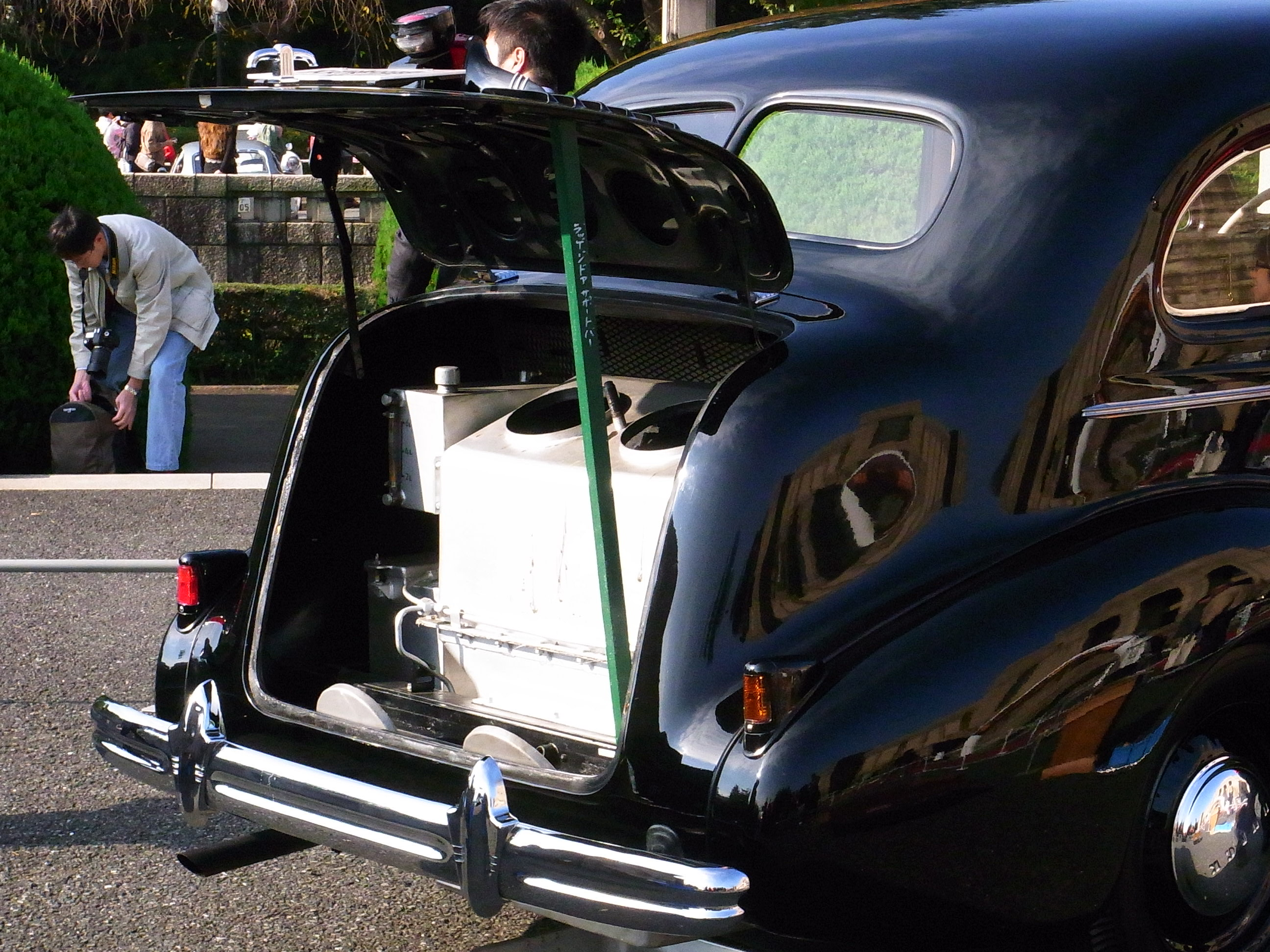
同、リア

### 始動・燃料供給機構の操作
ガス発生炉式自動車のエンジン始動は容易ではなかった。1942年（昭和17年）9月の日本陸軍による試験では、朝の起動時に最低8分から最大50分、平均して20分を要したという。
始動手順の一例としては次のようになる。炉の点火蓋を開けて火種による焚き付けを入れ、炉内に燃料（木炭、石炭、薪等）を投じて着火、送風機（バッテリーによる電動、または手回し式）を作動させ、燃料の火勢を強める。ガスの発生が始まったところで、マッチなどで点火してガスの濃度を確認、ガス炎の色で十分な濃度と確認したところで、コック切り替えでエンジン側にガスを送って配管内の空気を排出する。ここでようやくエンジンスロットルを半開させ、セルモーターでエンジン本体を始動する。このような手順は燃料に関係なくほとんどのガス発生炉式自動車の共通点で、始動作業に携わる運転手らはこの間、常時一酸化炭素中毒に注意する必要があった。
炉内燃料が残り1/3となったあたりが燃料再投入のタイミングであり、装入燃料の 2/3 による走行距離が実質的航続距離となる（坂上茂樹の燃料の種類も込んだ考証によれば、バス･トラックの場合、一例として薪自動車 60 km、木炭及び半成コークス自動車 80 km、石炭自動車 120 km 程度であった）。ただし始動作業が煩雑、始動性も甚だしく悪いため、当日の運行開始時に発生炉に着火してエンジンが回り出したら、あとは1日の仕業終了まで炉とエンジンは作動させ続けざるを得ない事例が多かったので、実際の航続距離はもっと短かったと考えられる。
ガス発生炉式自動車は蒸気機関のようなボイラーを使っていない。その性質上、単純にガス発生炉の火力を強くすれば出力も向上するというわけではない。完全燃焼させてしまえば、十分な一酸化炭素を得ることができないからである。木炭バスの燃焼炉では、一般の焼却炉とは逆に積極的に不完全燃焼を生じさせる必要がある。
ガス発生炉始動直後はガス発生量が不足しており、やがてガスの濃度が高まるが、その後は燃料の消耗によってガスの発生量は減少する（通常の液体燃料車や天然ガス・プロパンガス車のように、タンク・ボンベからエンジンへの燃料供給を瞬時にコントロールするということができない）。このため、運行経路を通じた乗車率や道路の勾配等を先読みし、送風機や、煙突に設けた弁を操作する高度な技量が求められた。急勾配を控えるルートでの運行は、事に困難を極めた。

### 整備
発生したガスからススや水蒸気を除去するフィルターの設置は必須であるが、濾過能力不足のため、ガスには水分やタール成分が含まれてしまうことが多かった。これらはシリンダー内でのピストンリング固着やピストン焼きつき、エンジンオイルの極端な劣化など、木炭自動車独自の弊害として現れたことから、木炭・薪ガスエンジン車では、通常のガソリンエンジン以上に頻繁な点検・整備が求められた。
車載用のガス発生炉は、定置式のそれに比べて構造面での制約が多く、薄い鉄製の炉は常時900℃以上での過熱状態となるため、劣化は早く、その修繕・交換での維持コストは安くなかった。またできるだけガス発生効率を維持するため、内部の清掃も毎仕業ごとに実施せねばならなかった。これは燃えカスの灰分が固化した「クリンカー」が発生しやすかった石炭燃料で特に顕著で、このためクリンカーの生じにくい中国産無煙炭の供給が途絶えた太平洋戦争末期には、車載ガス発生炉に石炭を使用する事例は廃れた。

## 日本における歴史

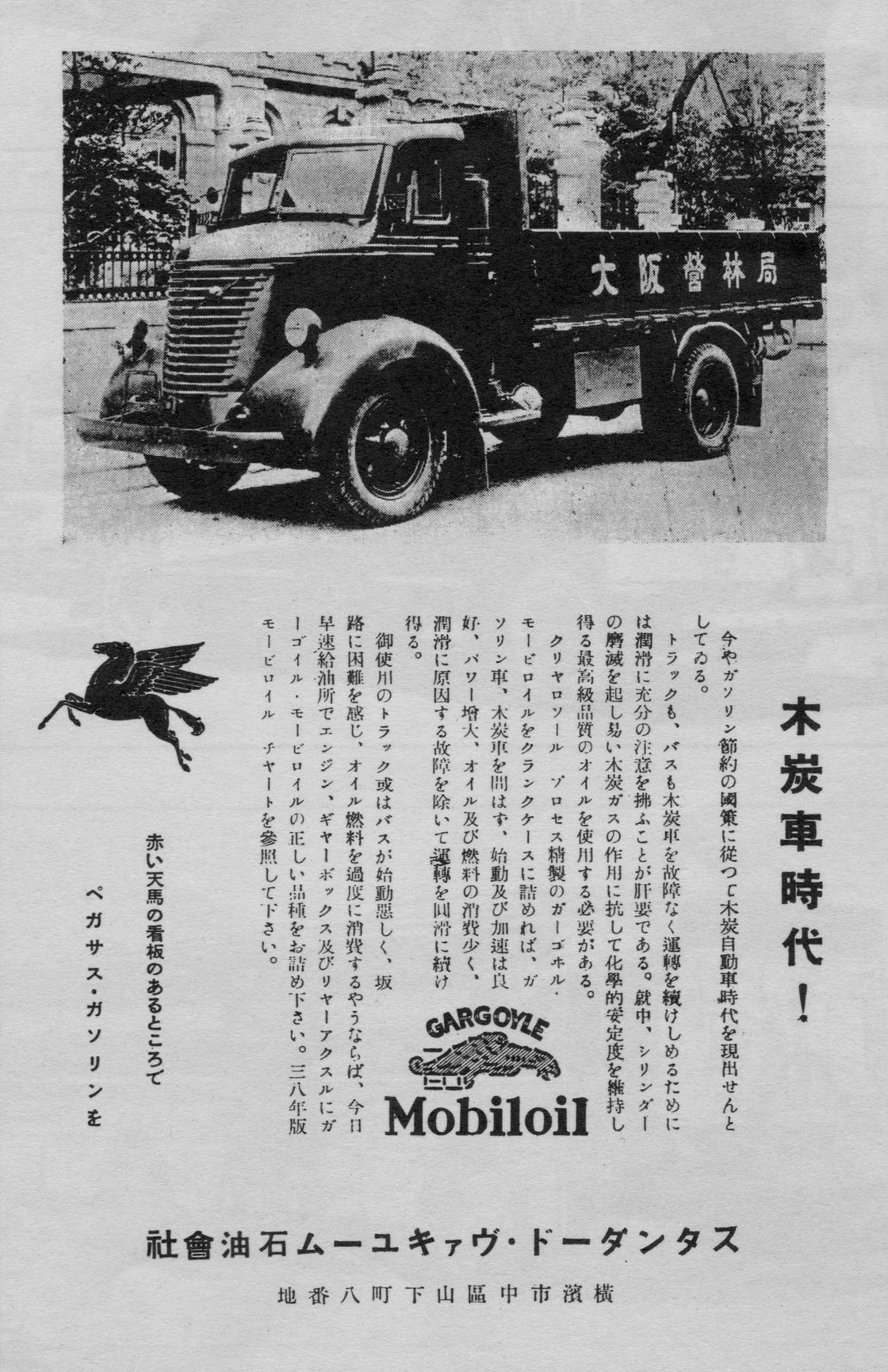
「木炭車時代！」と宣伝された（1938年10月のスタンダード・ヴァキューム石油の広告）。大阪営林局のニッサン80型トラック運転室直後にガス発生炉が積まれている。木炭燃料によるエンジン消耗抑制に高品質なエンジンオイル使用を勧める内容

日本では燃料用の原油が不足した第二次世界大戦前後の1930年代末期から1940年代後期にかけ、民間の燃料消費を抑え、軍用の燃料を確保するため使用された。
1910年代以降のヨーロッパにおける木質ガス発生装置開発の影響は文献等で伝えられていた模様であるが、日本における木炭自動車の最初の記録は、日本板硝子の前身・日米板ガラスの創立者である実業家の杉田與三郎 (1885 - 1966) が1925年に個人的研究の範疇でガソリンエンジンのトラックを改造して製作したものとされる。杉田の実家は薪炭商であり、また日本国外への外遊経験などもあったことから着想した模様である。1925年8月、大阪での試運転に際しての新聞取材では、廉価な松炭を燃焼させて水蒸気を加えたガスを燃料として利用しているむね説明されており、後年における湿式発生炉の一種であった。実際に杉田自身の手で長距離試運転も行われたが、後が続かなかった。
1927年には、当時フランス車パナール・ルヴァッソールの輸入元であった大阪の稲畑商店（現・稲畑産業）が、フランスから木炭ガス発生炉搭載の自動車を初めて輸入している。
この頃から国産による自動車用木炭ガス発生炉開発が始まり、ガスエンジンの権威であった浅川権八による「浅川式」（1928年）、日本陸軍の技師・三木吉平による薪対応型の「三木式」（陸軍での開発であることから「陸式」とも。1928年 - 1929年）、フランスで木炭ガス発生炉工場に勤務した経験を持つ技術者・白土允中による「シラト式」（1930年）などのガス発生炉が発表され、新案特許を取得するようになる。
以後太平洋戦争中までに大手企業から中小零細企業、さらには自動車を運行する事業者の自社開発に至るまで様々なガス発生炉が出現したが、基本的な原理に大差はなく、給水による加湿を行う湿式（浅川式など）と、木炭含有の水分のみで必要な湿度を補えるとの考え方に立つ乾式（三木式など）に大別される。乾式は加湿不要で、もともと水分含有量の多い薪の使用にも適するという特徴があるが、反面、薪を使う場合は加工済みの木炭よりもタールなどの発生量が多い欠点があり、湿式との優劣は一概に判断しがたい。
しかしいずれの方式も燃料の薪や木炭をいぶすため、エンジンをかけるのに非常に時間がかかる欠点があった。熟達者でもエンジン始動準備に一時間程度を要したといい、戦場ではこの遅さは命取りになることから軍用には全くと言っていいほど使用されなかった。エンジンをかけても発車するまでは20分ほどかかったため、タクシーなどの営業車はエンジンを掛けっぱなしにすることが常となった。
また、発生炉は使用中絶えず高温に晒されるため熱による劣化が激しく、短期間（数ヶ月～2年以内）での修繕・交換が避けられなかった。
1932年頃からバス会社などに試行的に木炭ガス発生炉を採用する事例が生じ始めたが、この頃は外資系石油会社の日本進出に伴って日本国内のガソリン価格が大幅に下落していた時期でもあり、出力低下と取扱の不便さが伴い、しかも割高な木炭車は定着しなかった。商工省は1934年6月に「瓦斯発生炉設置奨励金」制度を創設、バス会社等への手厚い補助を組んだが、導入事業者があまりに少なく補助金予算9万円の1割程度しか使うことができず、制度創設3年目の昭和11年度は枠を3万円に減らすような実態であった。
それでも1937年以降の日中戦争激化で燃料統制が始まると民間自動車の木炭燃料へのシフトは避けられなくなり、各種のガス発生炉開発推進とも相まって導入例が急増した（商工省補助申請は1936年度18件に対し、翌1937年には50件を超え、以後は急速に増加した）。1938年（昭和13年）には東京都でバスに初導入される。1939年（昭和14年）には民間普及促進のため木炭車の全国キャラバンが実施され、1941年（昭和16年）には民間普及促進のため歌とレコードが作られた。
1940年（昭和15年）9月11日、商工省では営業バスの7割を代用燃料車に、タクシーもなるべく代用燃料車に転換するよう禁令を発生したが、
さらに翌1941年（昭和16年）9月11日からバスおよびタクシーは代用燃料車にのみ営業許可を出すこととした。
この頃にはガソリンも自由に購入できなくなっており石炭や木炭を使用した自動車への改装が加速した。
戦時中は、軍需関連業務でガソリンの特配を受けられる特殊な例外や、地元産の天然ガスを燃料に使用できるガス産地のような例を除けば、日本全国で木炭車が多用された。国産供給可能とはいえ、まとまった量の木炭を入手することは容易でなく、政府主導の木炭配給も滞りがちであった。自社で木炭生産の炭焼きを行うバス会社や、木炭に加工されていない薪をそのまま使用する例も見られた。このため、太平洋戦争末期から終戦直後にかけては、乾燥・細断のみで燃料を使用できる薪ガス発生炉が好んで用いられるようになった。
石炭の中にも、良質な無煙炭の一種には車載炉におけるガス発生に適した性質のものがあり、わずかながら石炭を利用した事例もある。
日本では戦後、配給制度の正規ルートを通さない闇ガソリンが出回るようになったことで多くのユーザーはこれを利用するようになり、さらに配給制度が撤廃され燃料調達が容易になると、木炭自動車は本来のガソリン車状態に復元された。またバス業界に戦後も多く残った木炭バスは酷使で老朽化が進んでおり、GHQによる自動車生産統制緩和が進行してガソリン・ディーゼル燃料のバスが新造されると短期間で代替されて淘汰された。1951年5月に運輸省が「ガソリン事情の好転」「森林資源の保護」の2点を挙げ、木炭自動車の廃止にむけて動き出す事を発表した後は急速に姿を消した。
1980年代以降、事業者や博物館などで木炭バスを製作するケースが散見される。但し、これらはかつて実際に木炭バスとして使用されていた車両の復元ではなく、主として1950年代の古いガソリンエンジンバスをベースに、木炭車改造されたものがほとんどである。また、これらの改造車はガソリン併用となっている。

### 現存する木炭自動車
- 北海道中央バス・まき太郎 - 1993年（平成5年）、トヨタの電源車をベースに製作。自家用登録されており、公道を走行できる。
- やる気村 - 盛岡市郊外の綱取ダム湖畔にある施設。木炭関係の展示などが行われている。木炭車はジープスタイルで、屋根上にスピーカーが設けられやる気村の歌などを流すほかボンネット先端には国旗と小さなゴジラの人形が飾られ、様々な広告や標語などが車体を彩っている。自家用登録されており、公道を走行できる[13][14]。
- 神奈川中央交通・三太号 - 1981年（昭和56年）に会社創立60周年を記念してトヨタ製消防車のシャシと国鉄橋本工場（現 : 大宮工場橋本車両センター）製の車体を組み合わせて製作された。ガス発生炉は新製した。
- 大町エネルギー博物館・もくちゃん - トヨタ製消防車のシャシに、日野RM100の車体を組み合わせて1990年6月に製作された。積まれているガス発生炉は1950年製で当時実際に使用されていた物であり、これは国内の復刻木炭車では唯一のケースである。自家用登録されており、公道を走行できる。
- 福山自動車時計博物館 - トヨタDB100型を改造し、木炭車とした。
- トヨタ博物館 - 1937年型ビュイックに愛国式ガス発生装置を設置して木炭車とした。
- 岩国市 - ガソリンエンジンと併用するハイブリッド式。ナンバーを取得しており公道も走れ、市が観光客向けに無料運行している[15]。同市の麻里布モーター株式会社製造。
- 九州自動車歴史館 - フォードB型の木炭車を展示。

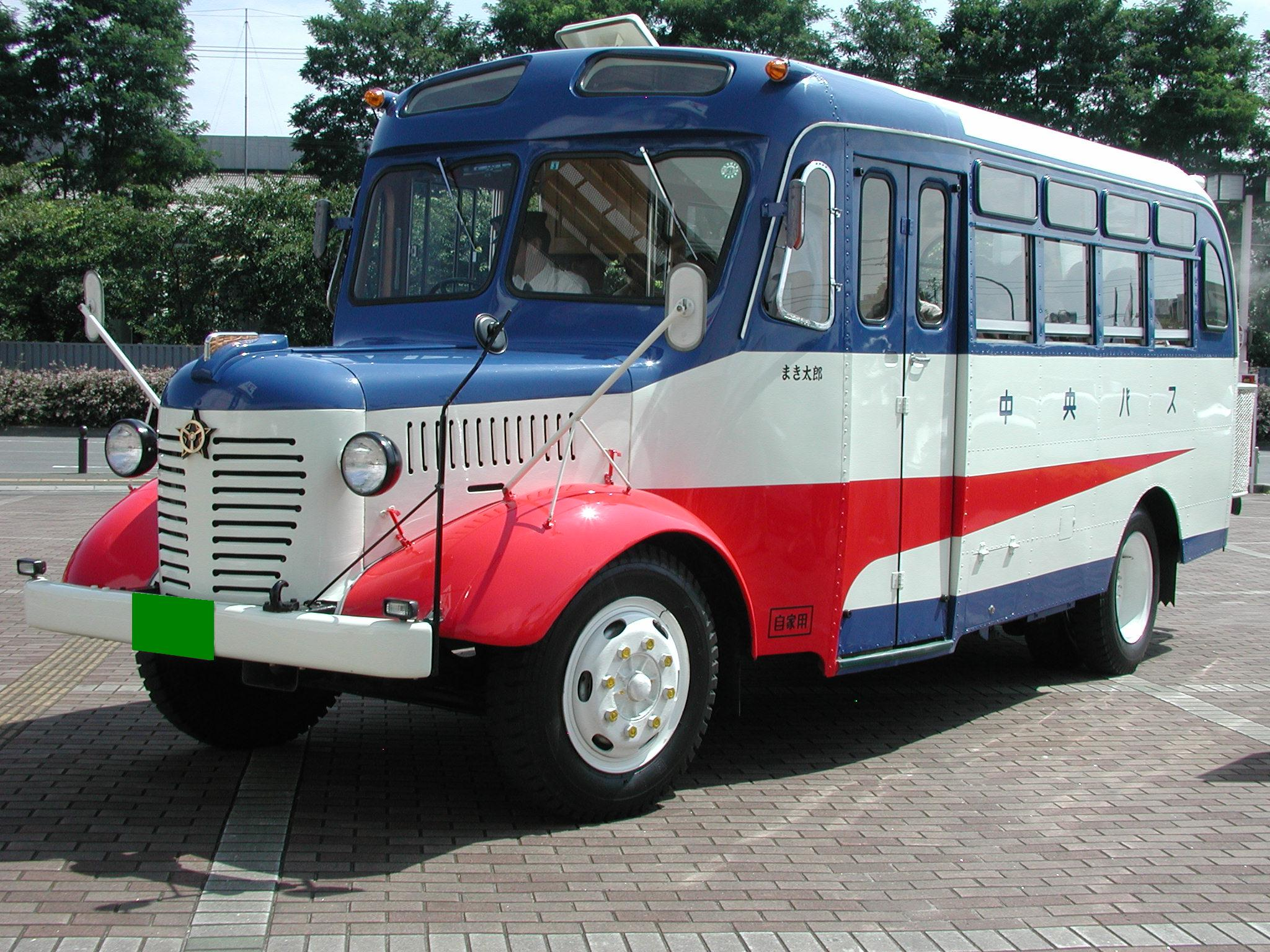
北海道中央バス・まき太郎
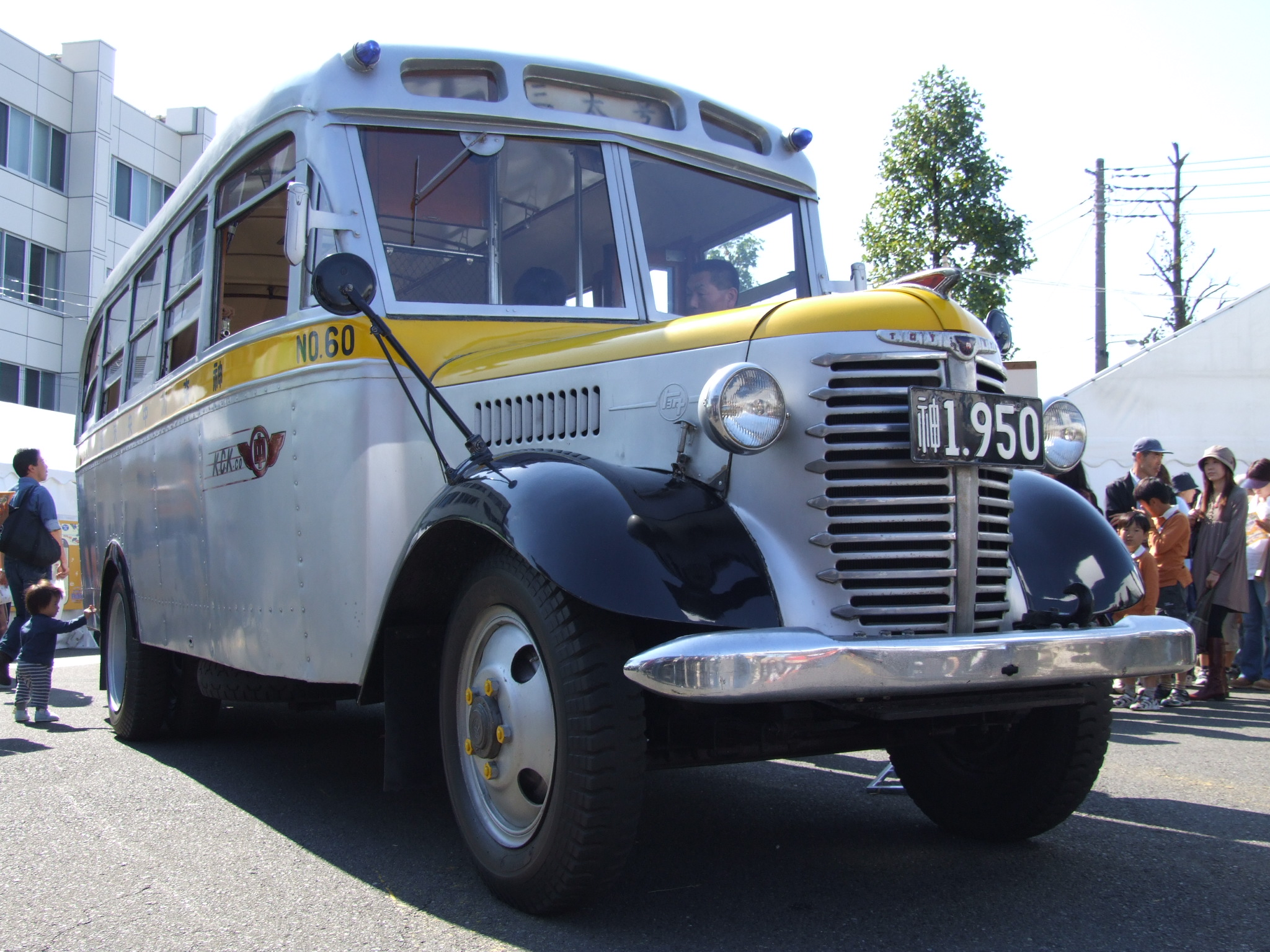
神奈川中央交通・三太号
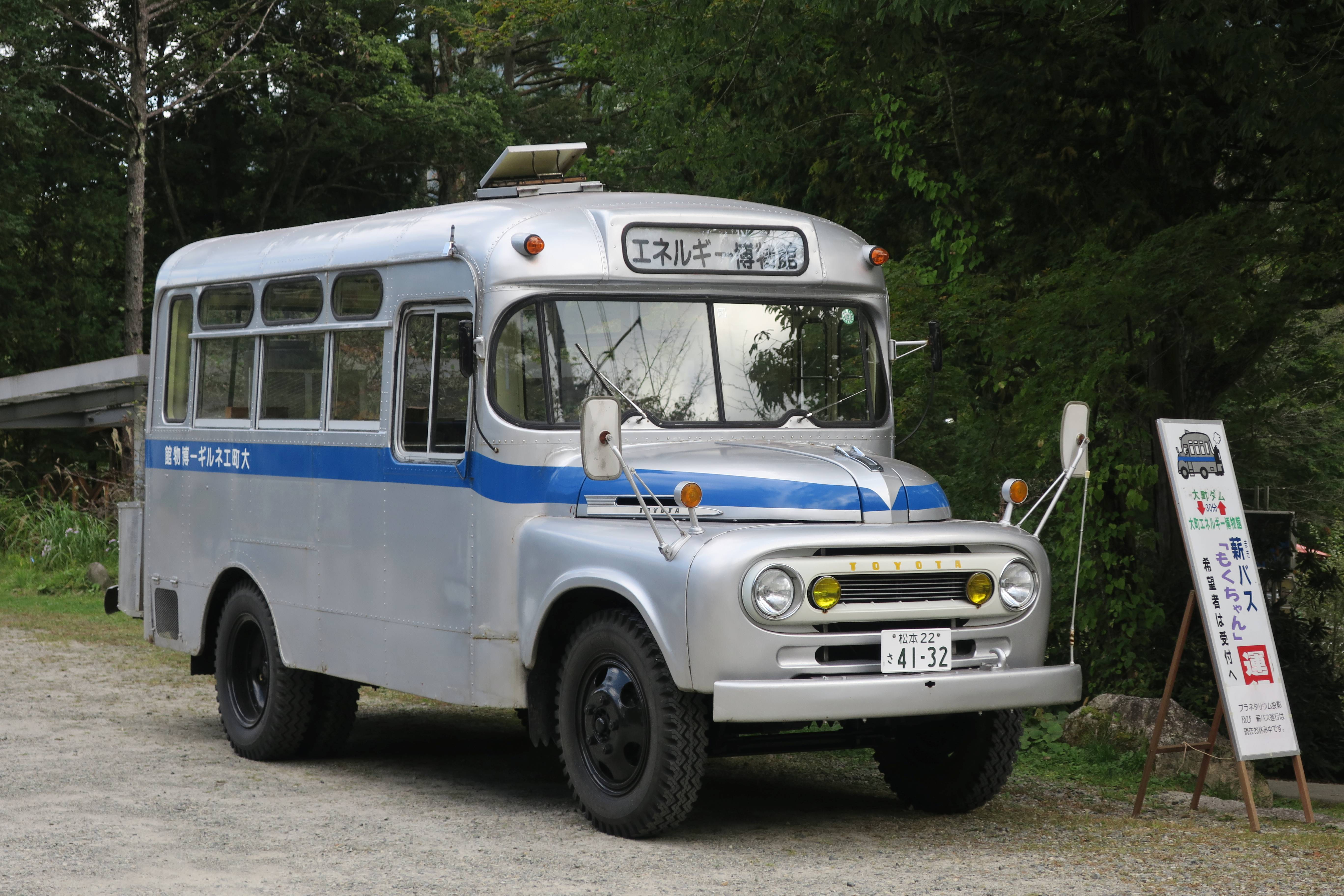
大町エネルギー資料館・もくちゃん
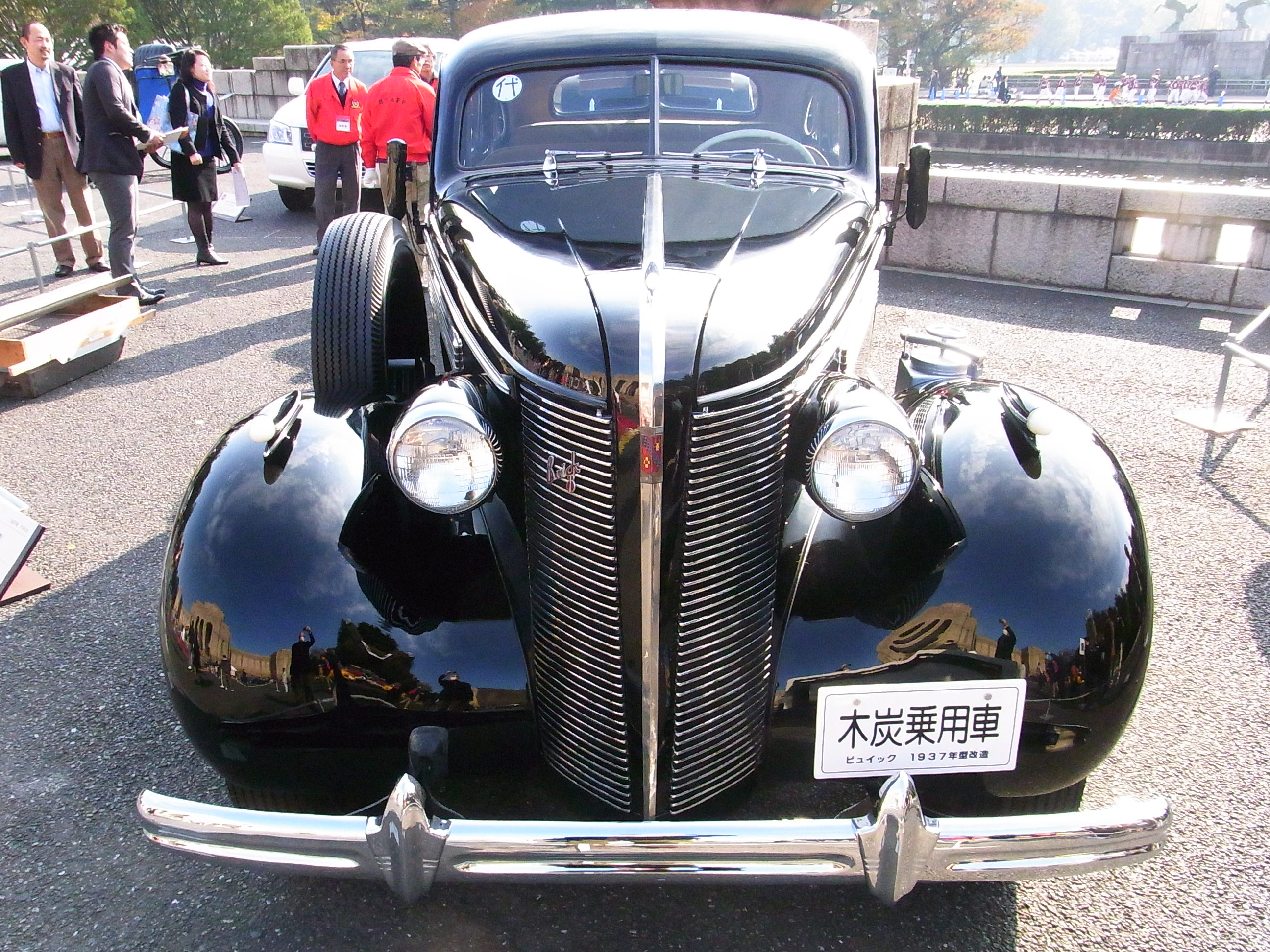
トヨタ博物館1937年型ビュイック
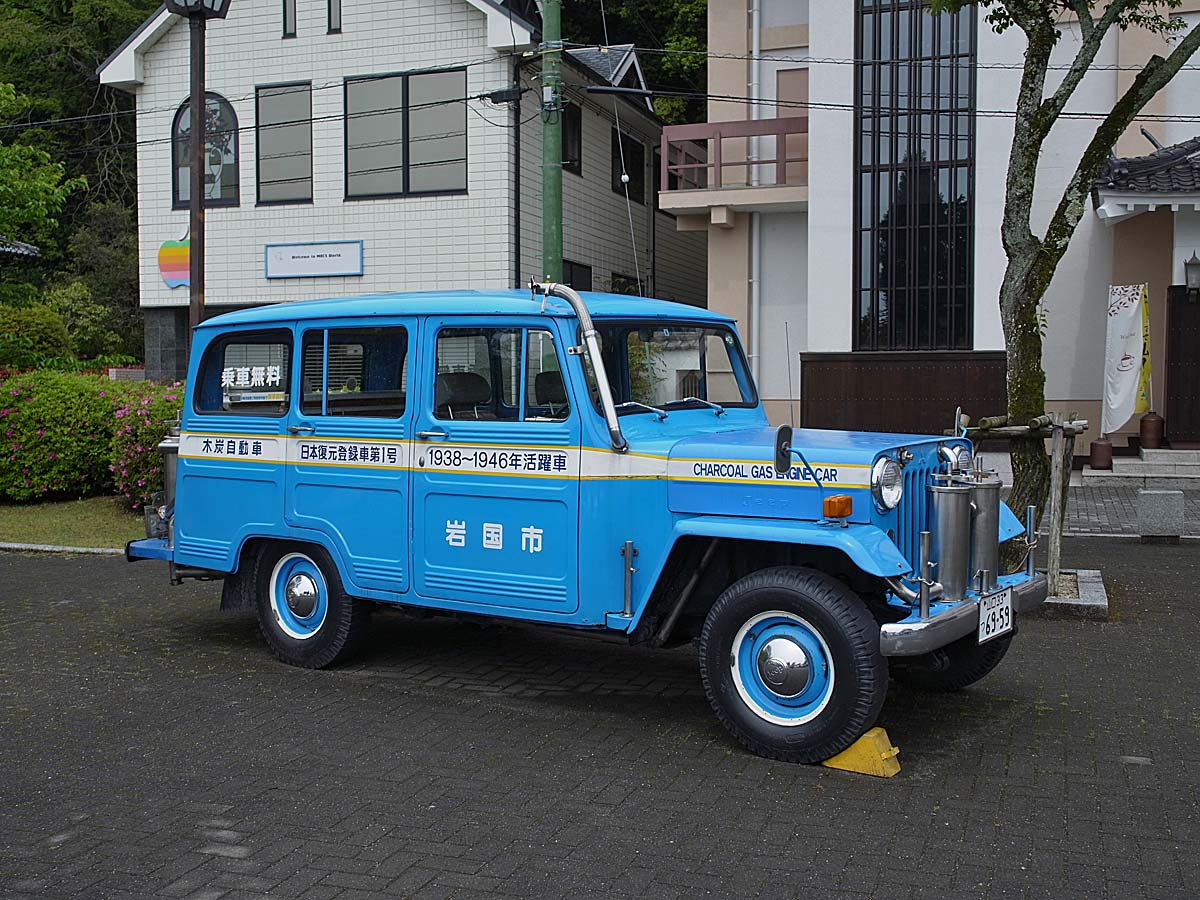
岩国市が無料運行する木炭バス

## 日本国外における木炭車
日本国外では炭素燃料のガス化 (en:Gasification) を利用して燃料を取り出し、これを利用して動作するエンジンを総称してen:Wood gas generatorと呼んでいる。古くは日本の木炭バスよりも先行して、第一次世界大戦期から定置式ガス発生装置の技術を活用してヨーロッパ各国で自動車に導入された。フランスは第一次大戦後も木炭ガス自動車の開発に熱心であり、1926年には自動車税半額減免、1928年以降は自動車税免除と補助金交付を実施するなどの手段で、木炭ガス車の平時の普及に努めていた。
第二次世界大戦中も純粋な石油事情の悪化からこのような機関は、ドイツなどの枢軸国側の国家のみならず、フランスやイギリスなどの連合国、スウェーデンなどの中立国でも広く用いられた。
1950年代以降は燃料事情の改善により多くの国で廃れたが、近年では趣味の一環で自作される例が生じている。
アメリカ合衆国連邦緊急事態管理庁 (FEMA) は、将来的に石油が枯渇した場合や第三次世界大戦などの破局的な戦争や災害が発生した場合に備え、1989年にオークリッジ国立研究所に高出力の新型木炭ガス発生装置の研究を依頼している。
北朝鮮においては、化石燃料不足の影響もあり、多くの木炭バスおよび木炭自動車がいまだに現役である。

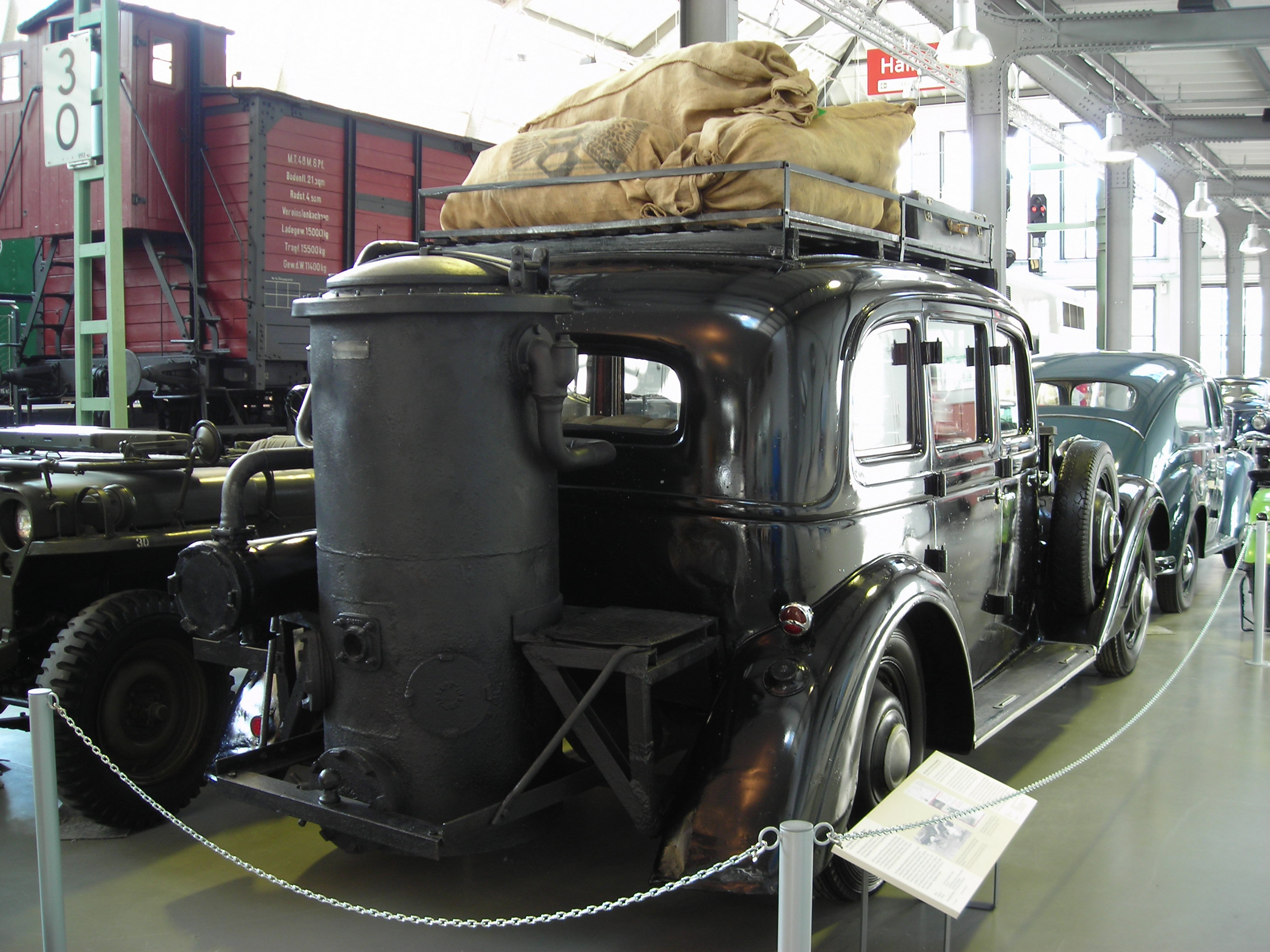
第二次世界大戦末期のドイツ第三帝国で製作された、アドラー・ディプロマート（英語版）の改造木炭車。薪炭荷台を屋根上に作る事例は乗用車やバスでまま見られた
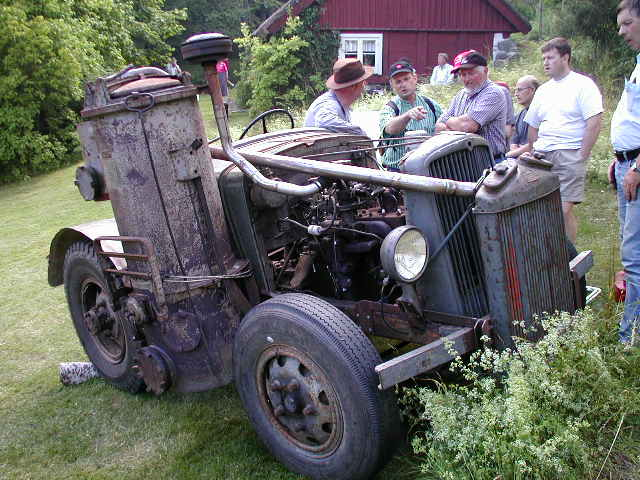
フォード製トラクターに木炭ガス発生装置を取り付けた事例
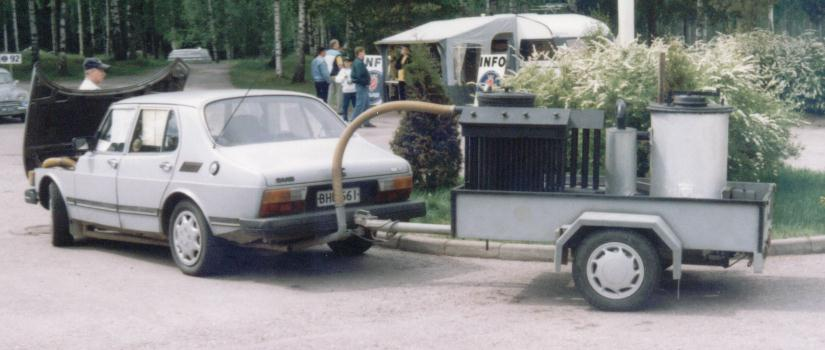
フィンランドにおける、サーブ・99にトレーラー式木炭ガス発生装置を取り付けた事例
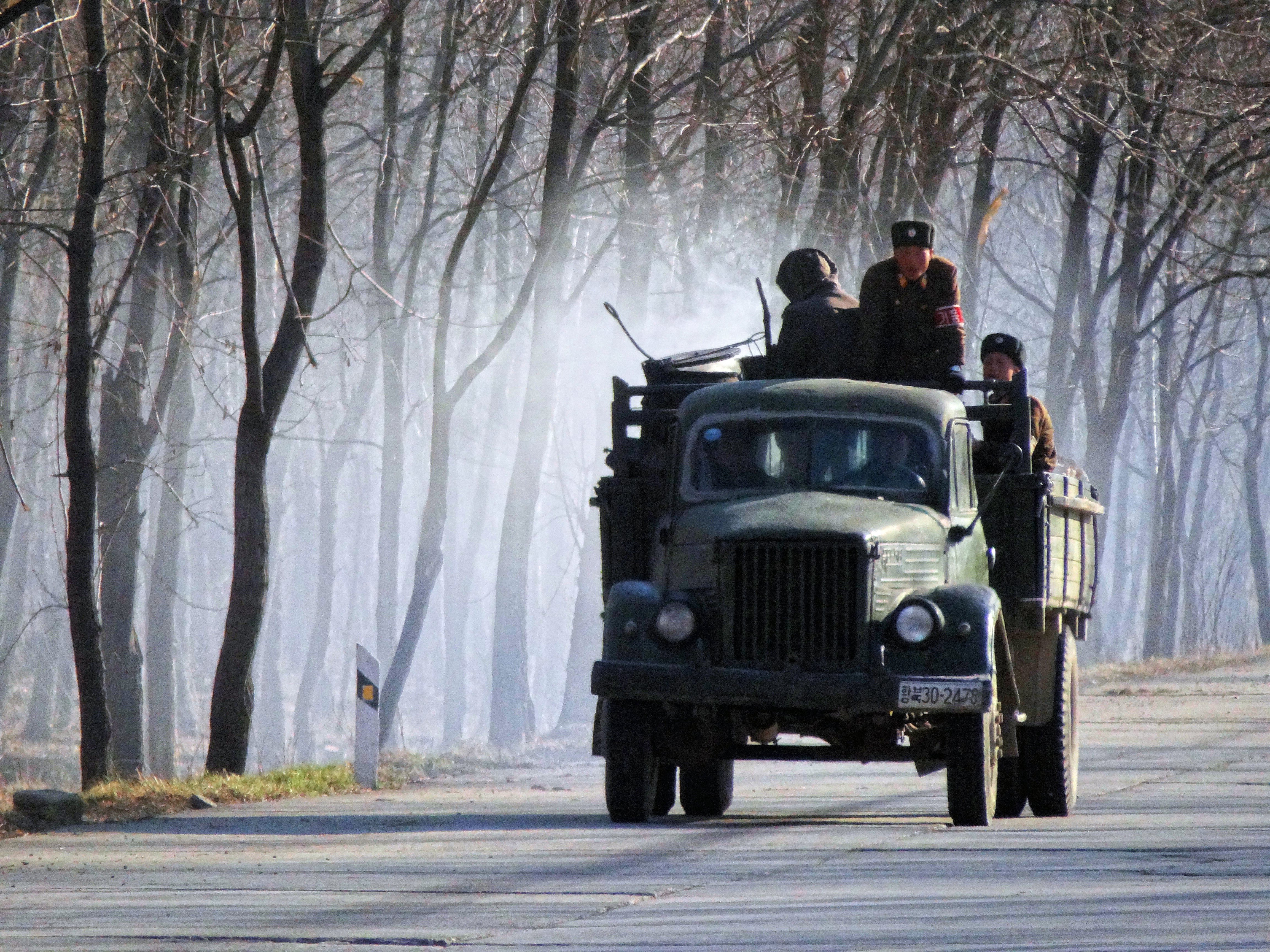
朝鮮人民軍が軍用トラックとして運用する木炭車仕様の勝利58 (GAZ-51)
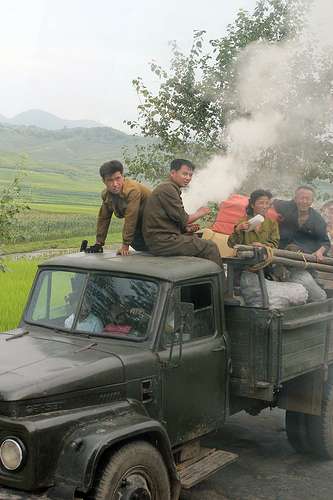
朝鮮民主主義人民共和国江原道高城郡で2008年に撮影された木炭トラック
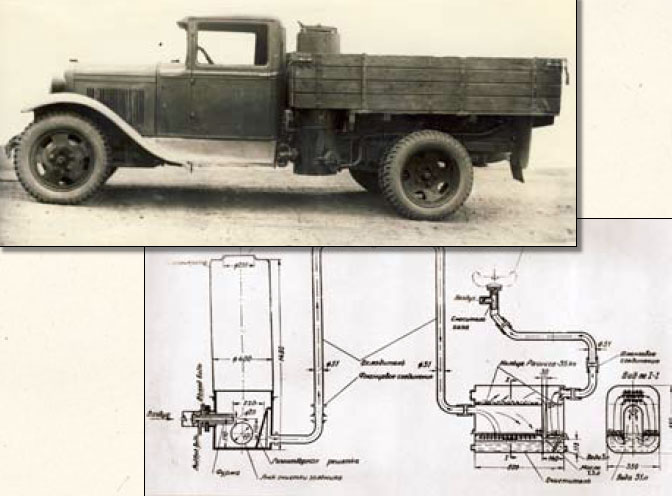
ソビエト連邦で1943年に設計された木炭車仕様のGAZ-AA
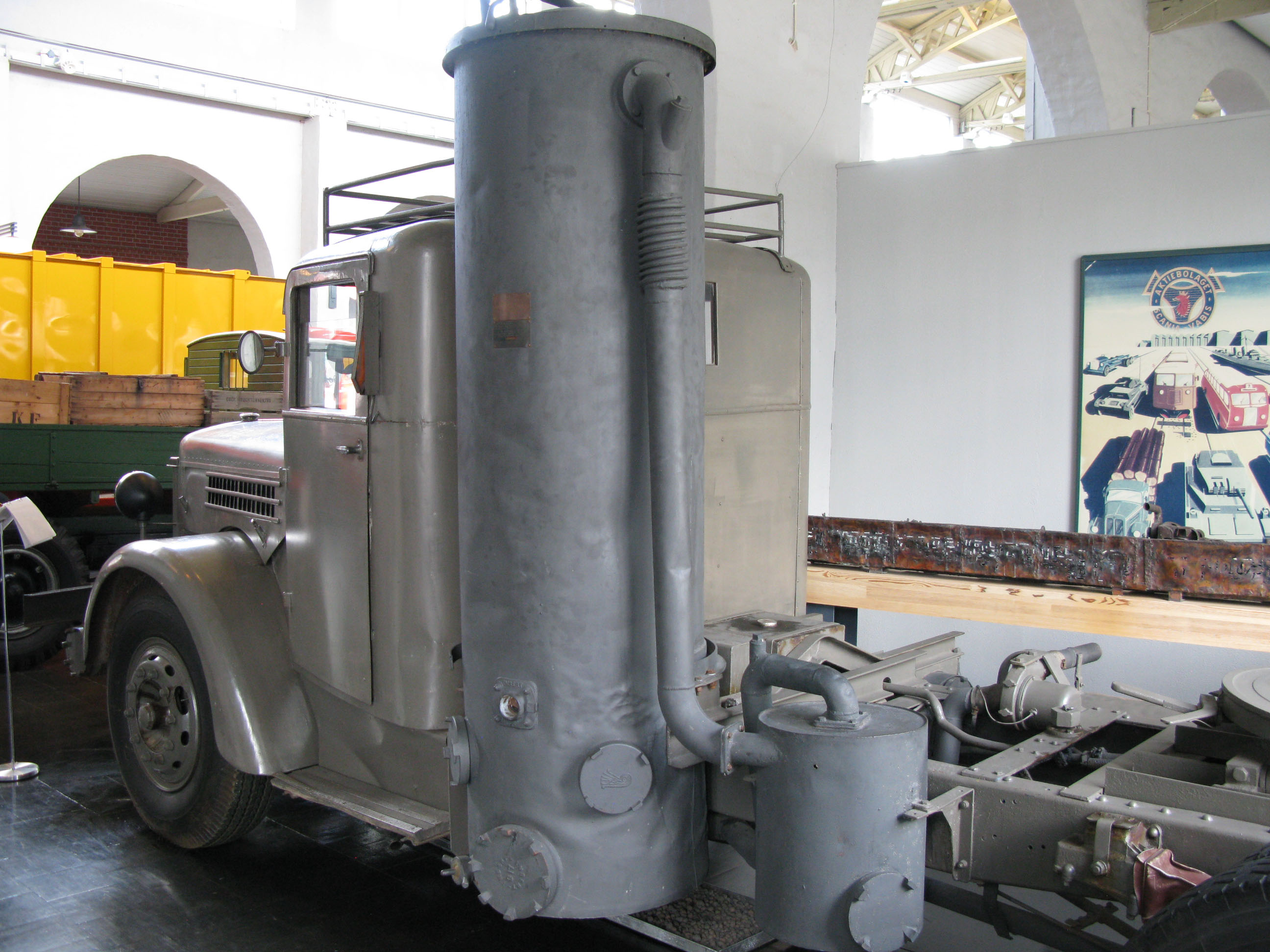
1941年にスウェーデンで製造されたスカニア-ヴァビスのスカニア-ヴァビス・335（英語版）木炭車仕様。335型は本来は直列6気筒であるが、木炭車仕様のみ直列8気筒が採用されている
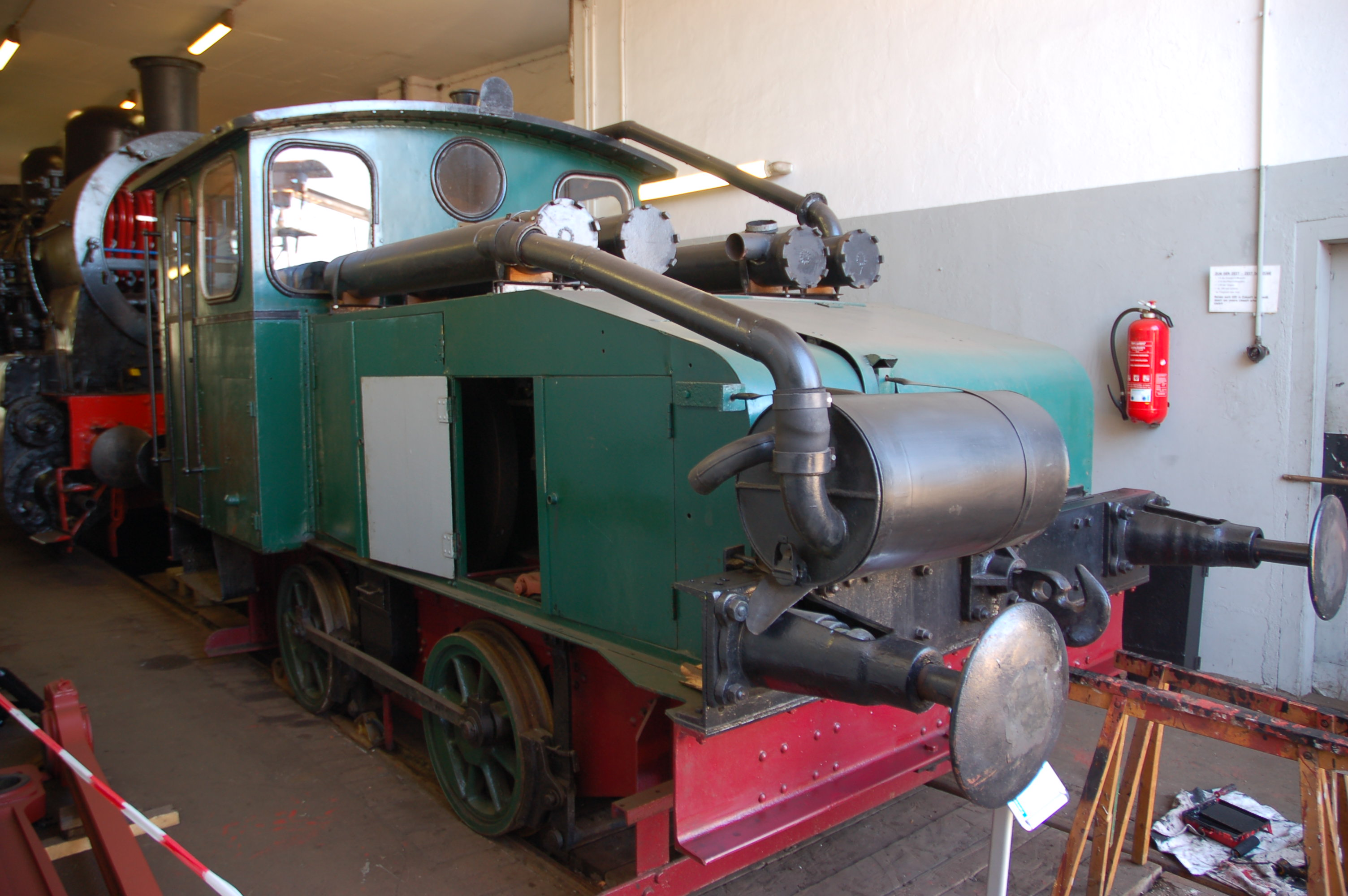
1935年に木炭ガス仕様に改造されたドゥーツ（英語版）製XIV R型ディーゼル機関車 (1917年製造2692号車、バイエルン鉄道博物館所蔵)
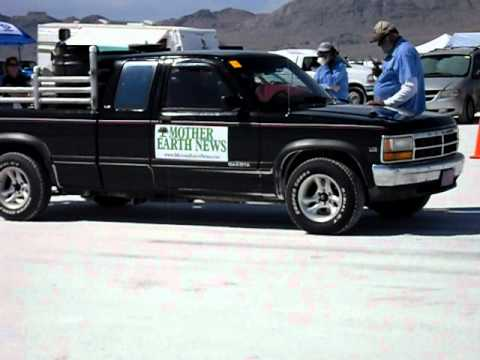
2011年、ボンネビル・ソルトフラッツにて自動車の速度記録に挑んだ木炭車仕様の1991年式ダッジ・ダコタ。「木質ガスの魔術師」の異名を持つウェイン・キースが手がけたこの車両は公式計時で時速71マイル (114 km/h) を記録し、それまでの木炭車部門の速度記録46マイル (71 km/h) を大幅に更新した[18]。
- アメリカ合衆国連邦緊急事態管理庁による木質ガス発生装置の制作手順を記した技術資料

### 米国における研究
米国における木炭自動車の研究はアメリカ合衆国連邦緊急事態管理庁によるものが著名であるが、民間でも優れた走行性能を発揮する木炭自動車の研究成果を残したエンスージアストが現れている。
アラバマ州バーミングハムで農業と木材破砕業を営むウェイン・キース (Wayne Keith)は、2003年の米国内の石油価格高騰の折に、作業車両として用いていた1984年式フォード・ピックアップトラック(460立方インチ、7.1 L V型8気筒)の燃料費の捻出に苦慮した事が契機となり、独力で燃料が容易に調達可能な木炭自動車の自作や改良を開始、1987年式ダッジ・ダコタ (239立方インチ、3.9 L LA型 V型6気筒) や1991年式ダコタ (318立方インチ、5.2 L LA型 V型8気筒) など複数の自己所有車を改造していき、2011年にはボンネビル・スピードウェイにて木炭自動車の最高速度記録を樹立する領域にまで到達した。キースは2004年以降自動車に化石燃料をほとんど使用しない生活を続けており、自らが開発した木質ガス発生装置の技術資料を公開しているが、その中で次のような技術的成果を述べている。
- 最も効率の良い木質ガス発生装置を製作できた場合、燃費は木材1重量ポンド当たり1マイル (約3.57 km/kg) 程度が期待できる。キースの木炭自動車は一度の燃料補給で80マイル (約129 km) 程度走行可能な大きさのガス発生炉を搭載しており、最高速度は3.9 L V型6気筒で65マイル時 (約104 km/h)、5.2 L V型8気筒で80マイル時 (約129 km/h) 程度が期待できるが、最も燃費が良い速度域は概ね前述の最高速度の半分程度の時であるという。
- 完全に木材やトウモロコシの柄などの木質燃料のみで走らせた場合、カーボンニュートラルとなり環境負荷が小さくなるが、木質ガス発生炉の始動にはある程度の時間を要する為、市中での使用には初期始動や緊急時に化石燃料を併用できるバイフューエルとした改造を行う事が望ましいとしている。
- 木材の発生熱量は約200BTUで天然ガスの約1/5であるが、効率の良い木質ガス発生装置で走行させた場合、ガソリンを使用する場合に比較して35%前後の燃費向上が見込める事がオーバーン大学での走行試験により明らかとなったとしており、排気ガスも米国排出ガス規制（英語版）のうち、米国全州のみならず世界的にも最も基準が厳しいレベルのカリフォルニア州の規制基準に基づいた加州スモッグチェック（英語版）に適合可能な程度クリーンであったという。
- 改造のベース車両はエンジンルーム内に十分な余裕があり、大きなガス発生炉の搭載にも十分に対応可能な荷台を持つピックアップトラックが適しており、排気量が大きければ大きい程木炭自動車に改造した場合の成果が良好であるが、木質ガス発生装置の大きさは排気量の大小により適宜調整する必要がある[20]という。
- 燃料装置はキャブレター車の方が木炭自動車への改造を行いやすいが、インジェクション車はエンジン自体の吸気効率がキャブレター車よりも優れている[20]事が多く、インジェクション車でもシングルポイントインジェクション (SPI) よりもマルチポイントインジェクション (MPI) の方がより良好な結果を得られやすい[20]という。
- 圧縮比が高いエンジン程良好な結果を得られやすい[20]。木炭自動車は最大で16:1の圧縮比まで対応可能[20]であり、適切なピストンに組み直して圧縮比を下げる事でディーゼルエンジンも木炭自動車に改造可能であるが、ディーゼル自動車がベースの場合噴射ポンプを調整して5%程度軽油を常時混合して木質ガスの供給を行う必要がある[20]為、木材のみを燃料としたい場合は不適であるという。
- 点火時期は化石燃料を使用している時よりも進角させる必要がある[20]。これは木質ガスが化石燃料の混合気よりも燃焼速度が低速な特性を持つからである[20]。外気温が高い夏季はガス発生炉の動作が良好となりやすいが、車両性能自体は寒冷な冬季の方が良好である。極度の結露が予想される厳寒地の場合は、ガス発生炉の周辺の断熱防護をより厳重に行う必要があるという。
- 燃料となる木材は薪のような大きなものよりも、ウッドチップのような細かく砕いたものの方がより良い性能が得られやすい[20]。但し、木材が小さければ小さい程より早く燃料が消費されやすい[20]。密度が高い木材は、より大きな熱量が得られる[20]。木材の含水率は25%未満が望ましいとしており[20]、適切な含水率の木質材料であれば枯れ草や農産物の屑などでも走らせる事自体は可能であるという。
- 木炭自動車への改造費用は、スパナなどの基本的な機械工具や溶接機、板金ニブラ、グラインダーなどの金属切断機などがあれば、概ね500米ドル程度の材料費[20]のみで済むとしており、金属部品は多くは市中から廃材として廃棄される物を使用してDIYする事で改造費用の更なる軽減が図れるとしている。
- 木質ガス発生装置のメンテナンスは2000マイル毎 (約3200 km) にガス冷却器の内部洗浄と結露除去器からの排水を行い、1200マイル毎 (約1930 km) にガス発生炉内からの灰の除去、1年に1回粒子状物質除去フィルターの濾材交換を行う必要があるという[20]。

キースの技術的成果は、サイドバルブなどのプリミティブな構造の為に自動車用内燃機関の絶対的な性能が低かった第二次世界大戦前後の自動車による木炭車改造の事例と異なり、1970年代の自動車排出ガス規制 (マスキー法) の対策から燃焼効率が改善され、OHVやOHCといったバルブトレインや半球型燃焼室を採用したシリンダーヘッド、フルトランジスタ構造のイグナイターやCDIといった強力な点火装置などの採用で十分に高性能化した1980年代以降の自動車においては、木炭自動車が市中走行に限定した用途では必要十分な性能が発揮できる事が示された形となった。

## 関連図書
『もくたんじどうしゃもくべえ』
渡辺茂男・作 岡部冬彦・絵 岩波書店1972年7月 ISBN 9784001105643
自走で整備工場を発って牧場まで行く様子、自動車でありながら最低速度が出せないために首都高速道路の通行を拒否され一般道を行く苦労などが描かれている。
『まきバス三太号 ―木炭自動車復原ものがたり―』
北川幸比古・作 保田義孝・絵 岩崎書店1982年7月 ISBN 9784265914197

## 木炭自動車が登場する作品
未来少年コナン
自動車は登場しないが、補助機関として木炭エンジンを搭載した機帆船「バラクーダ号」が登場している。
甲鉄傳紀シリーズ
石油資源の枯渇に伴い車体後部に代燃炉を搭載した木炭自動車が多数登場する。
この世界の片隅に
主人公のすずさんが嫁入りする時に坂の途中まで登るが、出力不足でエンコする様子が描かれている。広島県呉市は坂の街でもあり、実際に行ってみると現代の低馬力エンジンでも苦しくなるほどの傾斜がある。
とある飛空士への恋歌
本作の舞台ではエネルギーを消費せず水を水素と酸素に分解できる触媒が実用化されており、この触媒を中核とする燃料電池が自動車や航空機及び艦船の動力源、住宅・施設の電力源として広範に利用されている。作中では一時的に新たな水を得ることが不可能となり、その間は木炭自動車が利用されていた。